# Mobilehits
Mobilehits var en webbplats som erbjöd de senaste hitsen som ringsignaler. Mobilehits var den första svenska tjänst som erbjöd användare en ringsignal skickad me SMS direkt till sin mobil. Mobilehits samarbetade med artister och skivbolag som ibland lanserade ringsignalen innan själva låten släpptes. Tjänsten startades år 2000 och köptes upp 2003 av det börsnoterade företaget Aspiro som sedermera inkluderade den i sina egna tjänster.
Mobilehits var tidvis Sveriges mest välbesökta webbplats för ungdomar och blev enligt Internetworld årets sajt 2002 i kategorin underhållning. Mobilehits hade som mest 1,1 miljoner medlemmar och två miljoner nedladdningar av ringsignaler per månad. Mobilehits levererade även ringsignaler till webbplatser som TV4.se, MSN.se, TV3.se, Comviq, Metro, Passagen, Ericsson samt Torget.